# Typhula spathulata
Typhula spathulata är en svampart som först beskrevs av Peck, och fick sitt nu gällande namn av Berthier 1976. Typhula spathulata ingår i släktet Typhula och familjen trådklubbor.  Arten är reproducerande i Sverige. Inga underarter finns listade i Catalogue of Life.